# Дьёндьёши, Иштван
Иштван Дьёндьёши (венг. István Gyöngyösi; 25 августа 1629, Ужгород — 24 июля 1704, Штитник, Кошицкий край) — венгерский поэт, общественный деятель, депутат, член венгерского парламента.

## Биография
Родился в небогатой католической дворянской семье. Получил хорошее образование и научную подготовку. Его родители рано умерли, поэтому он был вынужден обеспечивать себя сам. 

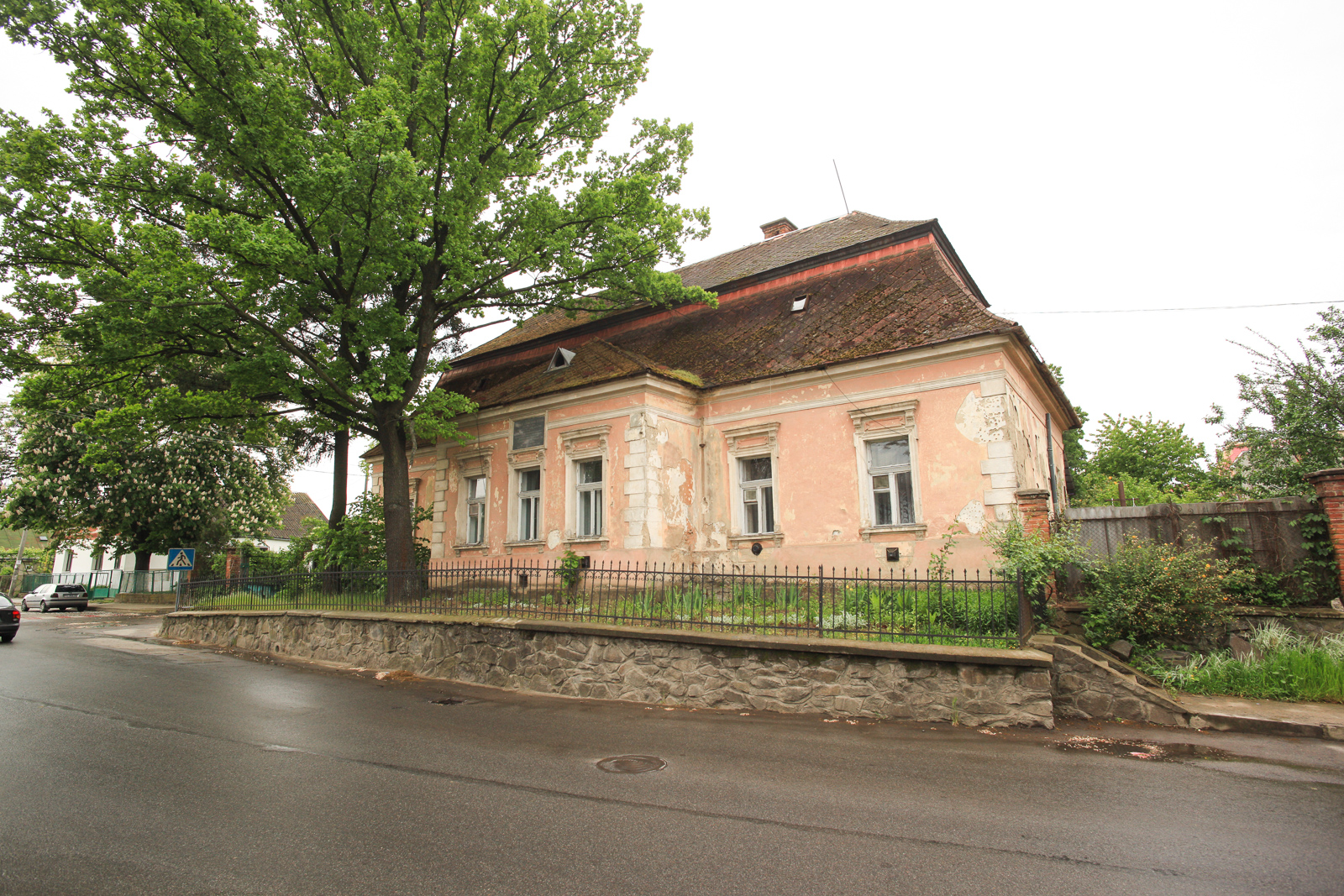
Родной дом Деньдеши

Его ранние способности обратили внимание палатина Венгерского королевства графа Ференца Вешшеленьи, который в 1640 году назначил его управляющим замка в Фюлеке (ныне Филяково, Словакия).
В 1658 году был назначен окружным судьёй, позже стал помощником судьи. В 1659 году женился. Его первый брак был неудачным, хотя у него родилось четверо детей.
В 1681 году был избран представителем своего графства на сейме в Шопроне (Оденбург). С 1686 по 1693 год и с 1700 года до своей смерти в 1704 году был заместителем управляющего графства Гемёр.
В октябре 1685 года был назначен членом Военно-счётной комиссии. В сентябре 1687 года стал представлять свой комитат в парламенте в Пре́сбурге.

## Творчество

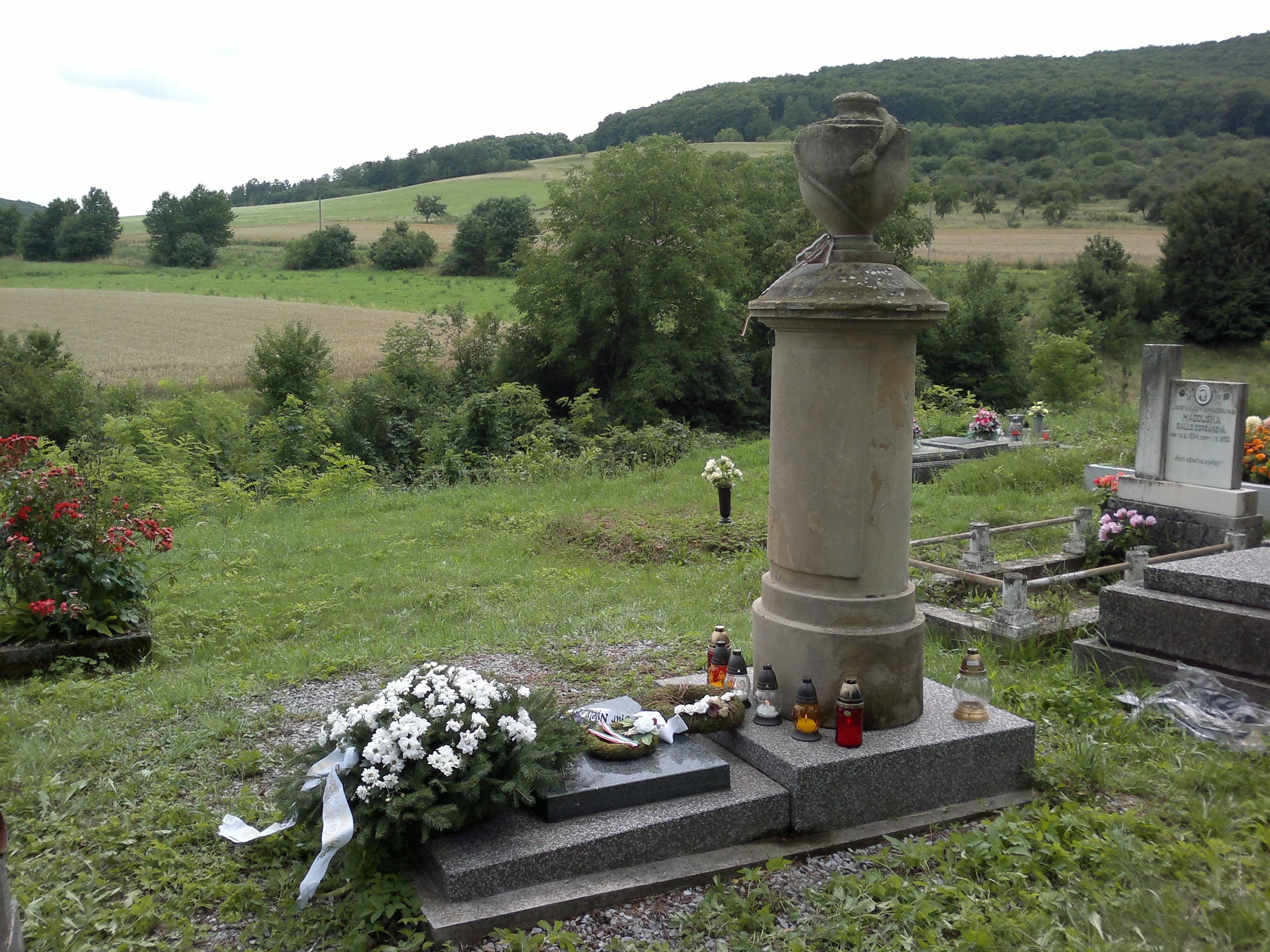
Могила поэта в Штитнике

В поэзии был последователем, а затем и соперником поэта Николая Зринского.
Автор эпической поэмы «Murànyi Venus» (1664), «Rozsakoszorú» (1690), «Porábúl meg-éledett Phoenix or Kemeny-Linos» (1693), «Csalárd Cupido» (1695), «Kemény Tànos», «A magyar nympha palinodiàja» и др. Произведения поэта очень образны и искренни.
В XVIII веке Иштван Деньдеши был самым популярным поэтом в Венгрии. Критики называют его венгерским Овидием.

## Память
- В Ужгороде в честь поэта названа улица.
- В 2019 году, вблизи его дома в Ужгороде, к юбилею со дня рождения — установлена скульптурная композиция в виде жемчужины (так с венгерского языка переводится его фамилия)[2].